# Carraça
Rui Filipe Caetano Moura, meglio noto come Carraça (Folgosa da Maia, 1º marzo 1993), è un calciatore portoghese, difensore o centrocampista del Chaves.

## Caratteristiche tecniche
È un centrocampista centrale.

## Carriera
Cresciuto nelle giovanili del Boavista, ha esordito il 2 settembre 2012 in un match pareggiato 0-0 contro il Vilaverdense.

## Statistiche

### Presenze e reti nei club
Statistiche aggiornate al 7 luglio 2017.
| Stagione        | Squadra         | Campionato      | Campionato | Campionato | Coppe nazionali | Coppe nazionali | Coppe nazionali | Coppe continentali | Coppe continentali | Coppe continentali | Altre coppe | Altre coppe | Altre coppe | Totale | Totale | Totale |
| Stagione        | Squadra         | Comp            | Pres       | Reti       | Comp            | Pres            | Reti            | Comp               | Pres               | Reti               | Comp        | Pres        | Reti        | Pres   | Reti   |        |
| --------------- | --------------- | --------------- | ---------- | ---------- | --------------- | --------------- | --------------- | ------------------ | ------------------ | ------------------ | ----------- | ----------- | ----------- | ------ | ------ | ------ |
| 2012-2013       | Boavista        | SD              | 26         | 4          | TP              | 0               | 0               |                    | -                  | -                  |             | -           | -           | 26     | 4      |        |
| 2013-2014       | Boavista        | SD              | 28         | 4          | TP              | 2               | 0               |                    | -                  | -                  |             | -           | -           | 30     | 4      |        |
| 2014-2015       | Tondela         | SL              | 19         | 0          | TP+TL           | 1+2             | 0               |                    | -                  | -                  |             | -           | -           | 22     | 0      |        |
| 2015-2016       | Santa Clara     | SL              | 41         | 0          | TP+TL           | 1+1             | 0               |                    | -                  | -                  |             | -           | -           | 43     | 0      |        |
| 2016-2017       | Boavista        | PL              | 26         | 1          | TP+TL           | 2+0             | 0               |                    | -                  | -                  |             | -           | -           | 28     | 1      |        |
| Totale carriera | Totale carriera | Totale carriera | 140        | 9          |                 | 9               | 0               |                    | -                  | -                  |             | -           | -           | 149    | 9      |        |

## Palmarès

### Club

#### Competizioni nazionali
- Segunda Liga: 2

Boavista: 2013-2014
Tondela: 2014-2015
- Supercoppa di Portogallo: 1

Porto: 2020